# 和田淳子
和田 淳子（わだ じゅんこ、1973年 - ）は、日本の映像作家。青森市出身。
文化服装学院卒。イメージフォーラム付属映像研究所18＆19期生。一定のリズムをもったモノローグと、女性ヌードをモチーフにした身体イメージで注目を集め、90年代半ばのガーリー・ムーブメントの一翼をになう存在となる。
短編映画「桃色ベビーオイル」でぴあフィルムフェスティバルグランプリノミネート、IFF大賞受賞。初の長編映画「ボディドロップアスファルト」が、バンクーバーを始めとする国際映画祭の正式招待作品となり、日本のアヴァンギャルト・ムービーをリードするフィルムメーカーの一人として紹介される。
ほかにファッションブランド"TOCCA"のDM,ポスターの企画など。
現在、手製本による短篇小説写真集を代表に、撮影、おはなし、ブックデザインのすべてを独りで手掛けている。

## フィルモグラフィ
- 「閉所嗜好症」(1993)第24回ロッテルダム国際映画祭,光州ビエンナーレ上映作品
- 「桃色ベビーオイル」(1995)オーバーハウゼン国際映画祭1996上映作品
- 「アスレチックno.3」(1995)第15回バンクーバー国際映画祭上映作品
- 「SHOCKING PEACH」(1996) 第26回ロッテルダム国際映画祭上映作品
- 「ボディドロップアスファルト」(2000) 第19回バンクーバー国際映画祭正式招待,第30回ロッテルダム国際映画祭正式招待,トロント・イメージズ・フェスティヴァル2001オープニング正式招待作品

(企画)愛知芸術文化センター (制作)愛知県文化情報センター　

(出演)小山田サユリ、尾木真琴、田中要次、岸野雄一、マチュー・マンシュ、あがた森魚、大久保賢一、鈴木慶一、手塚眞、沼田元氣、鈴木卓爾、小代浩人、金井勝 

(監督・脚本・衣装)和田淳子　(エグゼクティブ・プロデューサー)越後谷卓司

(オリジナル映像作品作家選定委員)竹葉丈,とちぎあきら,平野勇治,村山匡一郎 

(制作主任)藤田功一 (撮影・照明)白尾一博,宮下昇 (編集)白尾一博 (録音)小林徹哉 (ＣＧ制作)高島秀夫,花岡岳 

(タイトルデザイン)辻川幸一郎 (ヘアメイク)小野あけみ(スチール)首藤幹夫 

(音楽)コモエスタ八重樫 (衣装協力)VIA BUS STOP

## 手製本
代表作「Spring and Fall」(和田淳子による撮り下ろしの写真と短篇物語集)　